# Archiwa – Kancelarie – Zbiory
Archiwa - Kancelarie - Zbiory – rocznik ukazujący się od 2005 roku w Toruniu. Redaktorem naczelnym jest Waldemar Chorążyczewski. Pismo jest poświęcone archiwistyce. Są w nim publikowane: studia i materiały dotyczące archiwistyki polskiej.